# Diskografie Blind Guardian
Diskografie Blind Guardian uvádí seznam doposud vydaných alb německé powermetalové hudební skupiny Blind Guardian založené v roce 1984 v Krefeldu. Ta zatím vydala deset studiových, dvě koncertní, dvě kompilační a jedno video album. Zároveň má na kontě také jeden box set.

## Studiová alba
| Rok  | Název a podrobnosti                                                                      |
| ---- | ---------------------------------------------------------------------------------------- |
| 1988 | Battalions of Fear - Vydáno: 17. května 1988 - Vydavatelství: No Remorse                 |
| 1989 | Follow the Blind - Vydáno: 24. října 1989 - Vydavatelství: No Remorse                    |
| 1990 | Tales from the Twilight World - Vydáno: 2. října 1990 - Vydavatelství: No Remorse        |
| 1992 | Somewhere Far Beyond - Vydáno: 30. června 1992 - Vydavatelství: Virgin Records           |
| 1995 | Imaginations from the Other Side - Vydáno: 4. dubna 1995 - Vydavatelství: Virgin Records |
| 1998 | Nightfall in Middle-Earth - Vydáno: 28. dubna 1998 - Vydavatelství: Virgin Records       |
| 2002 | A Night at the Opera - Vydáno: 25. března 2002 - Vydavatelství: Virgin Records           |
| 2006 | A Twist in the Myth - Vydáno: 1. září 2006 - Vydavatelství: Nuclear Blast                |
| 2010 | At the Edge of Time - Vydáno: 29. července 2010 - Vydavatelství: Nuclear Blast           |
| 2015 | Beyond the Red Mirror - Vydáno: 30. ledna 2015 - Vydavatelství: Nuclear Blast            |
| 2019 | Legacy of the Dark Lands - Vydáno: 1. listopadu 2019 - Vydavatelství: Nuclear Blast      |

## Koncertní alba
| Rok  | Název a podrobnosti                                                               | Ocenění               |
| ---- | --------------------------------------------------------------------------------- | --------------------- |
| 1993 | Tokyo Tales - Vydáno: 22. března 1993 - Vydavatelství: Virgin Records             | - Belgie: Zlatá deska |
| 2003 | Live - Vydáno: 20. května 2003 - Vydavatelství: Virgin Records                    |                       |
| 2017 | Live Beyond the Spheres - Vydáno: 7. července 2017 - Vydavatelství: Nuclear Blast |                       |

## Kompilační alba
| Rok  | Název a podrobnosti                                                                |
| ---- | ---------------------------------------------------------------------------------- |
| 1996 | The Forgotten Tales - Vydáno: 16. dubna 1996 - Vydavatelství: Virgin Records       |
| 2012 | Memories of a Time to Come - Vydáno: 20. ledna 2012 - Vydavatelství: Nuclear Blast |

## Video alba
| Rok  | Název a podrobnosti                                                                              | Ocenění              |
| ---- | ------------------------------------------------------------------------------------------------ | -------------------- |
| 2004 | Imaginations Through the Looking Glass - Vydáno: 14. června 2004 - Vydavatelství: Virgin Records | Německo: Zlatá deska |

## Box sety
| Rok  | Název a podrobnosti                                                                           |
| ---- | --------------------------------------------------------------------------------------------- |
| 2013 | A Traveler's Guide to Space and Time - Vydáno: 28. ledna 2013 - Vydavatelství: Virgin Records |